# Lenda do Cavalum

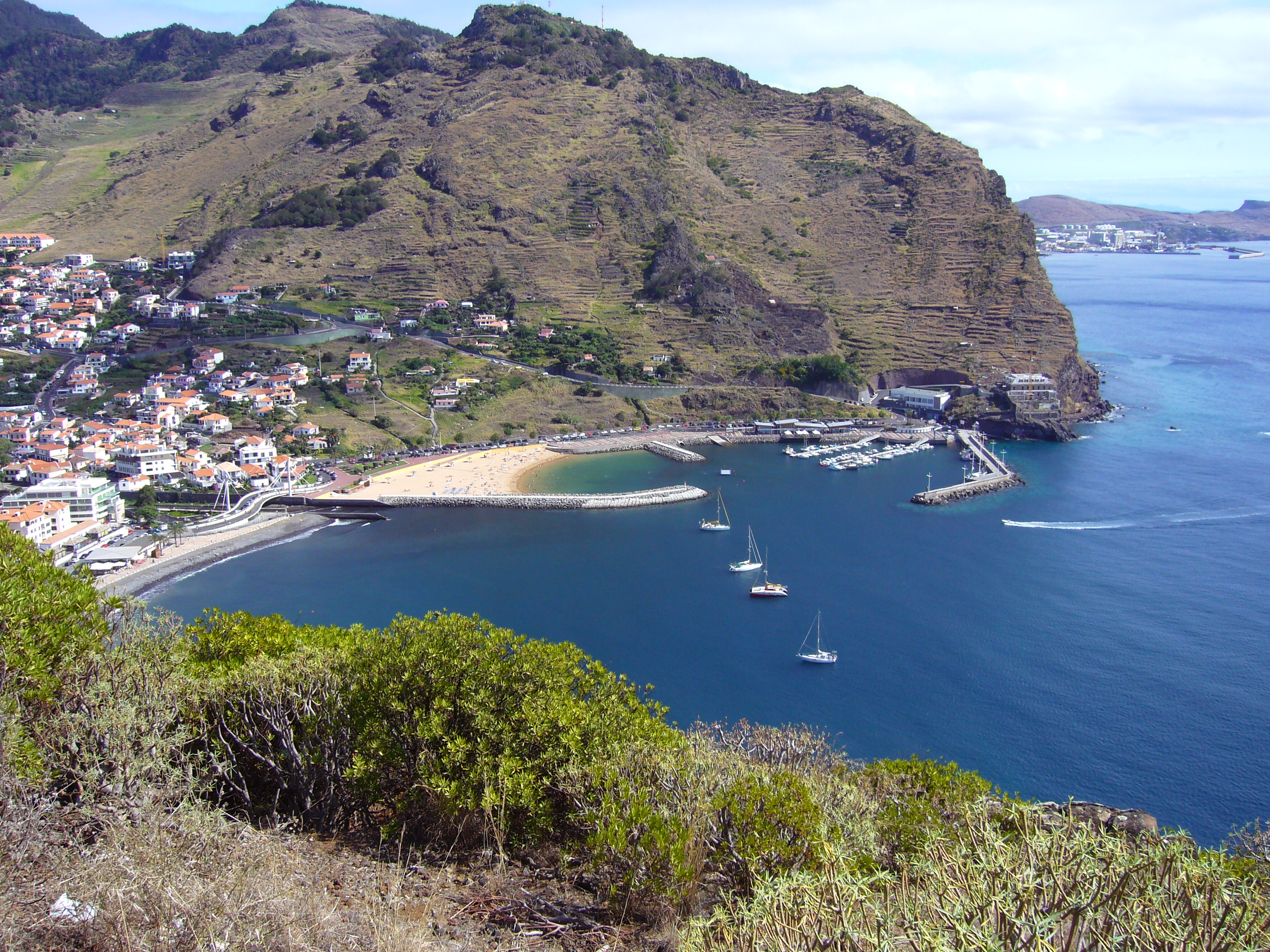
A baía de Machico.

A Lenda do Cavalum é uma lenda acerca das Furnas do Cavalum, situadas na vila de Machico, na ilha da Madeira. As Furnas são umas grandes grutas escavadas em basalto que o saber popular diz que são a moradia dum monstro. O Cavalum é um diabo com a forma dum cavalo, com asas de morcego e que solta fogo das narinas.

## Lenda
Segundo a lenda, na época em que o Cavalum andava a monte, foi bater à porta duma igreja para falar com Deus. No momento que Deus lhe inquiriu o porquê dele ter ido falar com ele, o Cavalum respondeu que queria destruir toda a povoação e espicaçou-O a frustá-lo.
Deus mandou-o embora, dizendo que não tinha paciência para brincadeiras dessas. O Cavalum reuniu então as trevas contra a povoação resultando numa grande tempestade. Do alto do penhasco, o Cavalum relinchava com regozijo defronte do desespero dos moradores.
Deus não fez nada, achando que o Cavalum rapidamente cansar-se-ia do seu divertimento. A tempestade agravar-se-ia, levando tudo o que se lhe impusesse, arrasando com as casas e com os campos. O crucifixo da igreja ira pelos ares até bem longe, no mar.
Perante a teimosia do Cavalum, Deus decidiu agir: primeiro, fez que um barco encontrasse o crucifixo; logo depois, invocou o sol para arredar a tempestade. Para que o monstro não voltasse a causar estragos, Deus resolveu prender o Cavalum nas Furnas, onde ainda hoje de tempos a tempos se ouve o seu relhinchar zangado contra Deus, durante as tempestades fortes.